# Lamdoguian
Lamdoguian est une localité située dans le département de Pissila de la province du Sanmatenga dans la région Centre-Nord au Burkina Faso. Le village est administrativement rattaché à Guibga.

## Géographie

### Démographie
Il comptait 1974 habitants selon les recensements de 2006.

## Économie
L'agropastoralisme est l'activité principale de Lamdoguian.

## Éducation et santé
Le centre de soins le plus proche de Lamdoguian est le centre de santé et de promotion sociale (CSPS) de Ouintokoulga tandis que le centre hospitalier régional (CHR) se trouve à Kaya.